# Тшижечкі
Тшижечкі (пол. Trzyrzeczki) — село в Польщі, у гміні Домброва-Білостоцька Сокульського повіту Підляського воєводства.
Населення — 78 осіб (2011).
У 1975-1998 роках село належало до Білостоцького воєводства.

## Демографія
Демографічна структура станом на 31 березня 2011 року:
|          | Загалом | Допрацездатний вік | Працездатний вік | Постпрацездатний вік |
| -------- | ------- | ------------------ | ---------------- | -------------------- |
| Чоловіки | 37      | 8                  | 25               | 4                    |
| Жінки    | 41      | 11                 | 22               | 8                    |
| Разом    | 78      | 19                 | 47               | 12                   |